# Корсаков
Корсаков (рус. Корсаков) град је у Русији у Сахалинској области. Према попису становништва из 2010. у граду је живело 33526 становника.

## Становништво
| 1959.  | 1970.  | 1979.  | 1989.  | 2002.  | 2010.  |
| ------ | ------ | ------ | ------ | ------ | ------ |
| 32.914 | 38.210 | 42.341 | 45.096 | 36.652 | 33.526 |

## Градови побратими
- Монбецу
- Ваканај